# San-marinesische Fußballnationalmannschaft

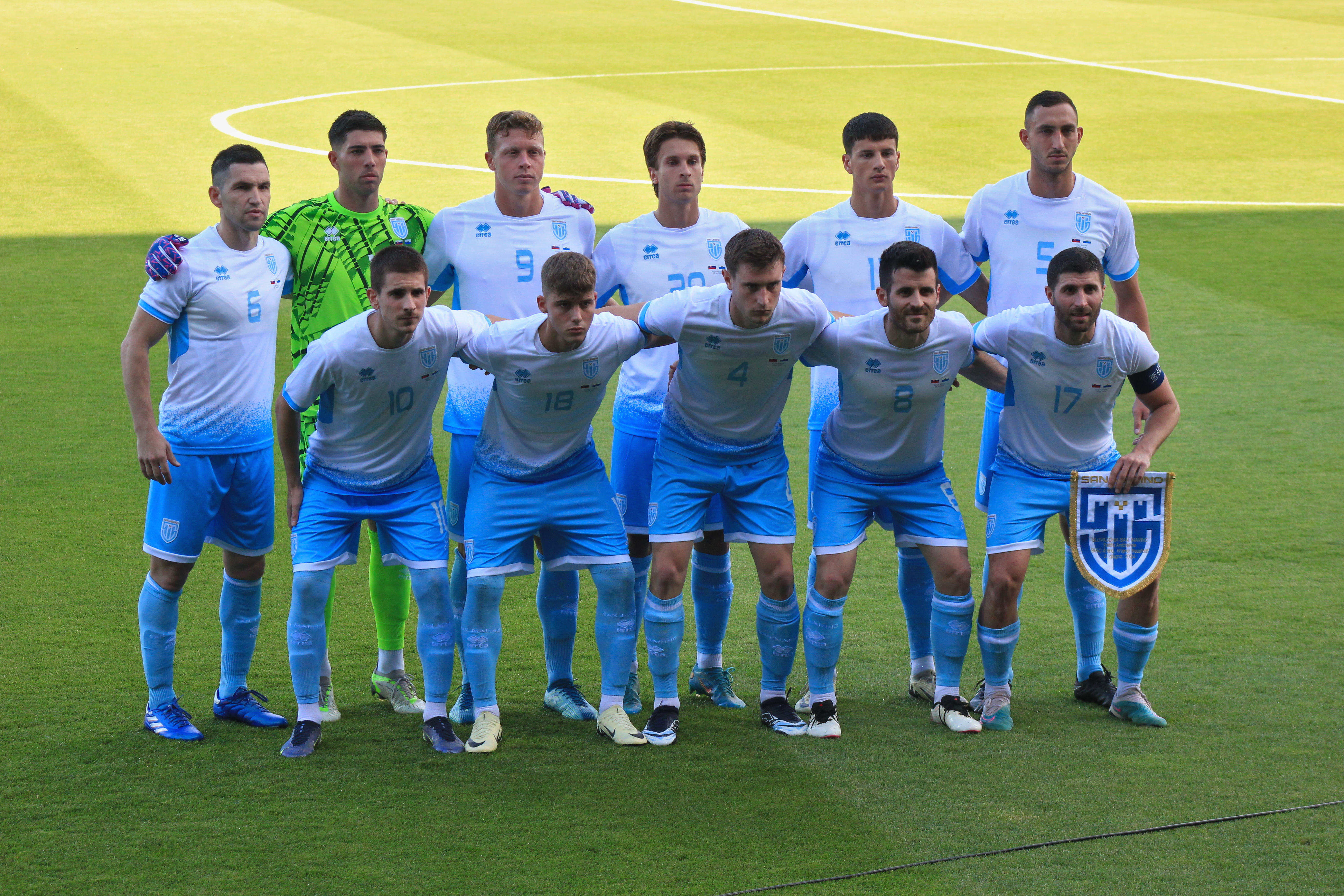
Teamfoto der san-marinesischen Fußballnationalmannschaft zum Spiel gegen die Slowakei (2024)

Die san-marinesische Fußballnationalmannschaft (italienisch Nazionale di calcio di San Marino) ist die Auswahl der Republik San Marino und wird von der FSGC gesteuert.
Das erste offizielle Länderspiel bestritt San Marino am 14. November 1990 in der Qualifikation zur EM 1992 gegen die Schweiz und verlor es mit 0:4. Seitdem nahm San Marino an allen Qualifikationen teil, belegte immer den letzten Platz in seiner Gruppe und konnte bis vor Kurzem noch nie gewinnen. Überhaupt gewann die Mannschaft erst drei Spiele, erstmals gelang in einem Freundschaftsspiel am 28. April 2004 ein 1:0-Sieg gegen Liechtenstein. Der erste Pflichtspielsieg ereignete sich am 5. September 2024, wobei Liechtenstein in der UEFA Nations League erneut mit 1:0 besiegt werden konnte. Der erste Auswärtssieg ereignete sich am 18. November 2024, wobei wiederum Liechtenstein in der UEFA Nations League diesmal mit 3:1 besiegt werden konnte.
In der FIFA-Weltrangliste stand San Marino beim Start der Rangliste im Dezember 1992 auf Platz 126, fiel dann aber in den folgenden 26 Jahren bis auf Platz 211 herab – die schlechteste Platzierung aller gewerteten Mannschaften. Nach einem Unentschieden gegen Estland in der Qualifikation zur EM 2016, dem ersten Punktgewinn in einem Pflichtspiel, konnte San Marino zwischenzeitlich auf Platz 180 klettern. Aktuell liegt die Mannschaft wieder auf dem letzten Platz. (Stand: Dezember 2024)

## Fußball-Weltmeisterschaften
- 1930 bis 1990 – nicht teilgenommen
- 1994 bis 2022 – nicht qualifiziert

## Fußball-Europameisterschaften
- 1960 bis 1988 – nicht teilgenommen
- 1992 bis 2024 – nicht qualifiziert

## UEFA Nations League
- 2018/19: Liga D, 4. Platz mit 6 Niederlagen
- 2020/21: Liga D, 3. Platz mit 2 Remis und 2 Niederlagen
- 2022/23: Liga D, 3. Platz mit 4 Niederlagen
- 2024/25: Liga D, 1. Platz mit 2 Siegen, 1 Unentschieden und 1 Niederlage, Aufstieg in Liga C

## Geschichte
San Marino konnten sich bisher noch nie für eine Welt- oder Europameisterschaft qualifizieren. Der Verband des Landes wurde 1931 gegründet. Er ist seit 1990 FIFA-Mitglied und war zuvor bereits zwei Jahre provisorisches Mitglied der UEFA. Nach Angaben der FIFA gibt es in der 30.000 Einwohner zählenden Republik etwa 2800 Fußballspieler, davon sind 1500 Spieler registriert. Nach einigen inoffiziellen Spielen – unter anderem gegen ein Olympiateam aus Kanada (1986) und gegen den Libanon (1987) – kam es am 14. November 1990 zur ersten offiziellen Begegnung gegen die Schweiz. Am 28. April 2004 gelang der erste als „historisch“ gefeierte Sieg: In Serravalle gewann San Marino gegen Liechtenstein mit 1:0 in einem Freundschaftsspiel. Das erneute 1:0 gegen Liechtenstein in der UEFA Nations League 2024/25 markierte den ersten Pflichtspielsieg. Zusätzlich konnten zwei Unentschieden in Qualifikationsrunden zur Fußball-Weltmeisterschaft erreicht werden: bei der Qualifikation zur Weltmeisterschaft 1994 gelang ein 0:0 gegen die Türkei und in der Qualifikation zur Weltmeisterschaft 2002 ein 1:1 gegen Lettland. Auf der FIFA-Weltrangliste nahm San Marino mit 0 Punkten sechseinhalb Jahre lang den letzten Platz ein, den sich die Mannschaft mit Bhutan sowie den Turks- und Caicosinseln teilte. Im November 2014 gelang mit einem Unentschieden gegen Estland in der Qualifikation für die Fußball-Europameisterschaft 2016 der Sprung vom letzten Platz der FIFA-Weltrangliste auf Platz 180.
San Marino brachte im Lauf seiner Geschichte nur einen namhaften Spieler hervor: den Mittelfeldspieler Massimo Bonini, der zwischen 1981 und 1988 für Juventus Turin spielte und mit seinem Club dreimal italienischer Meister wurde und einmal den Europapokal der Landesmeister gewann. Zehn Mannschaften konnten gegen San-Marino ihren höchsten Sieg erzielen. Nur gegen Guam konnten mehr Mannschaften (12) ihren höchsten Sieg erreichen.
Trainer war von 1998 bis 2013 der hauptberuflich als Sportlehrer tätige ehemalige Fußballprofi Giampaolo Mazza. Unter den 76 EM- und WM-Qualifikationsspielen, die in seiner Amtszeit bestritten wurden, gingen 75 verloren. Nach der Gruppenphase in der Qualifikation zur Weltmeisterschaft 2014 trat er zurück. In der Qualifikation für die EM 2016 traf San Marino auf England, die Schweiz, Estland, Litauen und Slowenien. Hierbei gelang am 15. November 2014 in Serravalle beim torlosen Unentschieden gegen die Auswahl Estlands der erste Punktgewinn nach 13 Jahren und 61 Niederlagen in Folge. Gegen England und Litauen konnte jeweils ein Tor erzielt werden.
San Marino trägt seine Heimspiele im 5.387 Zuschauer fassenden San Marino Stadium in Serravalle, dem einzigen länderspieltauglichen Stadion der Republik, aus.
Im September 2024 gelang San Marino mit einem 1:0-Heimsieg gegen Liechtenstein der erste Pflichtspielsieg in der Geschichte der Mannschaft (dies war zugleich der erste Sieg nach 140 Spielen bzw. 20 Jahren). Zwei Monate später, im November 2024, gelang San Marino mit einem 3:1 in Liechtenstein der erste Auswärtserfolg und zugleich mit einer zwei-Tore-Differenz der höchste Sieg seiner Geschichte.

## Länderspiele gegen deutschsprachige Mannschaften

### Länderspiele gegen Deutschland
Deutschland und San Marino wurden in die Qualifikationsgruppe D für die EM 2008 gelost. Am 6. September 2006 trafen die Mannschaften in Serravalle erstmals aufeinander.
Das Spiel endete 0:13 (0:6) und ist die bislang höchste Niederlage des san-marinesischen Fußballteams, während es für die deutsche Mannschaft der bislang höchste Auswärtssieg ist. Das Rückspiel fand am 2. Juni 2007 in Nürnberg statt, es ging 0:6 (0:1) verloren, wobei San Marino nur knapp ein 0:0 zur Halbzeit verpasste.
In der Qualifikation zur WM 2018 traf San Marino erneut auf Deutschland, das als amtierender Weltmeister an der Qualifikation teilnahm. Das Heimspiel am 11. November 2016 wurde mit 0:8 verloren. Das Rückspiel in Deutschland fand am 10. Juni 2017 erneut in Nürnberg statt und ging 0:7 verloren.

### Länderspiele gegen die Schweiz
Die Auswahl San Marinos spielte bisher viermal gegen die schweizerische Fußballnationalmannschaft, zwei Spiele waren Pflichtspiele während der Qualifikation zur Europameisterschaft 1992. San Marino verlor das Hinspiel am 14. November 1990 in Serravalle mit 0:4, das Rückspiel am 5. Juni 1991 in St. Gallen mit 0:7. In der Qualifikation für die EM 2016 traf San Marino am 14. Oktober 2014 (0:4) und 9. Oktober 2015 (0:7) erneut auf die Schweiz.

### Länderspiele gegen Liechtenstein
Gegen die Liechtensteiner Fussballnationalmannschaft spielte San Marino bisher achtmal, davon viermal in Freundschaftsspielen und viermal in der UEFA Nations League.
Am 28. April 2004 gelang der Nationalmannschaft von San Marino gegen Liechtenstein ihr erster Sieg, am 5. September 2024 folgte in der Nations League der erste Sieg in einem Pflichtspiel.
In der Nations League Saison 2020/2021 traf San Marino ebenfalls auf Liechtenstein. Dabei gelang den San Marinesen auswärts ein 0:0, das Heimspiel ging mit 0:2 verloren.
In der Nations League 2024/25 traf San Marino in der Liga 4A erneut auf Liechtenstein. Im Hinspiel gewann San Marino gegen Liechtenstein mit 1:0. Damit gewann die Mannschaft ihr erstes Pflichtspiel überhaupt. Zudem war es erst der zweite Sieg San Marinos überhaupt. In den Spielen gegen Gibraltar folgten eine 1:0-Niederlage im Hin- sowie ein 1:1-Unentschieden im Rückspiel. Am 18. November 2024 traf San Marino im Rückspiel erneut auf Liechtenstein. In Vaduz wurde ein 3:1 erreicht. Es war der erste Auswärtssieg in einem Pflichtspiel sowie der höchste Sieg der Nationalmannschaft überhaupt. Durch den Erfolg überholte San Marino Gibraltar in ihrer Gruppe und stieg erstmals in Liga C der Nations League auf.
| Datum      | Ort           | Ergebnis  |
| ---------- | ------------- | --------- |
| 20.08.2003 | Vaduz         | 2:2 (0:2) |
| 28.04.2004 | Serravalle    | 1:0 (1:0) |
| 09.02.2011 | Serravalle    | 0:1 (0:0) |
| 31.03.2015 | Eschen-Mauren | 0:1 (0:1) |
| 08.09.2020 | Serravalle    | 0:2 (0:2) |
| 13.10.2020 | Vaduz         | 0:0       |
| 05.09.2024 | Serravalle    | 1:0 (0:0) |
| 18.11.2024 | Vaduz         | 3:1 (0:1) |

### Länderspiele gegen Österreich
Beide bisher gegen die österreichische Fußballnationalmannschaft ausgetragenen Spiele waren Pflichtspiele in der Qualifikation zur Europameisterschaft 2000. Im Hinspiel in Serravalle am 14. Oktober 1998 unterlagen die San-Marinesen mit 1:4, nachdem sie als Hausherren bis zur 58. Minute keinen Gegentreffer hinnehmen mussten. In der 81. Minute erzielte Andy Selva sogar den Anschlusstreffer für San Marino. Das Rückspiel in Graz am 28. April 1999 gewannen die Österreicher souverän mit 7:0. In der Qualifikation für die WM 2026 trifft San Marino erneut auf Österreich.

## Länderspielbilanzen
San Marino hat negative Bilanzen gegen alle anderen Nationalmannschaften, gegen die bisher gespielt wurde (mit der Ausnahme von Liechtenstein und der Seychellen).

## Rekorde

### Rekordspieler
| Rang | Spieler                | Spiele | Zeitraum  |
| ---- | ---------------------- | ------ | --------- |
| 1.   | Matteo Vitaioli        | 98     | 2007–     |
| 2.   | Mirko Palazzi          | 75     | 2005–     |
| 3.   | Andy Selva             | 73     | 1998–2016 |
| 4.   | Davide Simoncini       | 69     | 2006–2021 |
| 4.   | Damiano Vannucci       | 69     | 1996–2012 |
| 6.   | Alessandro Della Valle | 66     | 2002–2017 |
| 7.   | Aldo Simoncini         | 65     | 2006–     |
| 8.   | Simone Bacciocchi      | 60     | 1996–2013 |
| 8.   | Adolfo Hirsch          | 60     | 2014–     |
| 10.  | Manuel Battistini      | 57     | 2013–     |
| 10.  | Alessandro Golinucci   | 57     | 2015–     |
| 12.  | Fabio Vitaioli         | 55     | 2007–2019 |
| 13.  | Danilo Rinaldi         | 51     | 2008–     |
| 14.  | Alex Gasperoni         | 48     | 2003–2019 |
| 14.  | Mirco Gennari          | 48     | 1992–2003 |
| 14.  | Elia Benedettini       | 48     | 2015–     |
| 17.  | Paolo Montagna         | 47     | 1995–2011 |
| 17.  | Marcello Mularoni      | 47     | 2018–     |
| 19.  | Carlo Valentini        | 46     | 2002–2017 |
| 20.  | Enrico Golinucci       | 45     | 2014–     |
| 21.  | Ivan Matteoni          | 44     | 1990–2003 |
| 21.  | Nicola Nanni           | 44     | 2018–     |
| 23.  | Cristian Brolli        | 41     | 2012–2021 |
| 23.  | Federico Gasperoni     | 41     | 1996–2005 |
| 23.  | Luca Gobbi             | 41     | 1990–2002 |
| 26.  | Nicola Albani          | 40     | 2001–2011 |
| 26.  | William Guerra         | 40     | 1987–1999 |

Quelle: eu-football.info, Stand: 24. März 2025.

### Rekordtorschützen
| Rang | Spieler                   | Tore |
| ---- | ------------------------- | ---- |
| 1.   | Andy Selva                | 8    |
| 2.   | Filippo Berardi           | 3    |
| 2.   | Nicola Nanni              | 3    |
| 4.   | Alessandro Golinucci      | 2    |
| 4.   | Lorenzo Lazzari           | 2    |
| 4.   | Manuel Marani             | 2    |
| 7.   | Nicola Albani             | 1    |
| 7.   | Nicola Bacciocchi         | 1    |
| 7.   | Nicola Ciacci             | 1    |
| 7.   | Alessandro Della Valle    | 1    |
| 7.   | Pier Domenico Della Valle | 1    |
| 7.   | Filippo Fabbri            | 1    |
| 7.   | Simone Franciosi          | 1    |
| 7.   | Bryan Gasperoni           | 1    |
| 7.   | Simone Giocondi           | 1    |
| 7.   | Davide Gualtieri          | 1    |
| 7.   | Mirko Palazzi             | 1    |
| 7.   | Waldes Pasolini           | 1    |
| 7.   | Danilo Rinaldi            | 1    |
| 7.   | Nicko Sensoli             | 1    |
| 7.   | Mattia Stefanelli         | 1    |
| 7.   | David Tomassini           | 1    |
| 7.   | Mauro Valentini           | 1    |
| 7.   | Matteo Vitaioli           | 1    |
| 7.   | Samuele Zannoni           | 1    |

Stand: 24. März 2025
Andy Selva war lange Zeit der einzige Spieler der Nationalmannschaft San Marinos, der mehr als ein Tor für die Nationalmannschaft San Marinos erzielt hat. Am 14. August 2012 erzielte Manuel Marani gegen Malta sein zweites Tor. Zweiter Torschütze mit 2 Toren für San Marino wurde am 20. November 2023 Filippo Berardi, welcher den 1:2-Anschlusstreffer in der 7. Minute der Nachspielzeit per Elfmeter gegen Finnland (Endstand: 1:2) erzielte.

## Trainer
- Giulio Cesare Casali (1986–1990)
- Giorgio Leoni (1990–1996)
- Massimo Bonini (1996–1998)
- Giampaolo Mazza (1998–2013)
- Pierangelo Manzaroli (2014–2019)
- Franco Varrella (2019–2021)
- Fabrizio Costantini (2021–2023)
- Roberto Cevoli (seit 2023)

## Bekannte Spieler
- Massimo Bonini
- Federico Crescentini
- Mirco Gennari
- Davide Gualtieri
- Andy Selva
- Manuel Marani
- Aldo Simoncini